# Эликсир
Эликси́р (через фр. elixir, от араб. الإكسير‎, аль-иксир — философский камень) — недозированная жидкая лекарственная форма на спиртосодержащей или водной основе, представляющая собой смесь различных ингредиентов из лекарственного растительного, животного или комбинированного сырья с добавлением всевозможных лекарственных веществ, сахаров или ароматизаторов.
Эликсиры внешне похожи на настойки, отличаются более тёмной окраской и более густой консистенцией. В прошлом эликсиры являлись обширной группой галеновых препаратов.
В медицинской практике на сегодняшний день используют только один официальный препарат промышленного производства — эликсир грудной, или лакричный (Elixir pectorale).
Также термин «эликсир» часто используется в сказках и произведениях жанра фэнтези для обозначения магического зелья, снадобья, дающего сверхспособности (суперсилу, вечную жизнь, молодость и другие).

## Галерея
- Различные этикетки эликсиров в начале двадцатого века